# Фруктове (село)
Фрукто́ве (до 1945 року — Бєльбє́к; крим. Belbek) — село в Україні, в Бахчисарайському районі Автономної Республіки Крим. Підпорядковане Верхньосадівській сільській раді. Розташоване за 8 км на захід від села Верхньосадового і близько 25 км від Севастополя. Через село проходить автошлях Н06 (Сімферополь—Севастополь). Дворів 177, населення становить 502 особи. Утворене в кінці 18 століття.
У селі розташована могила Героя Радянського Союзу Габріадзе Григорія. Поруч знаходиться аеропорт Бельбек.

## Історія
Існує думка, що у середні віки Бельбек був найбільш північно-західним поселенням князівства Феодоро.
Входило до складу Мангупського кадилика Бакчі-сарайського каймаканства Кримського ханства, що зафіксовано в Камеральному Описі Криму 1784 року.
Після російської анексії Криму входило до Сімферопольського повіту Таврійської губернії.
Згідно зі Списком населених пунктів Кримської АРСР за Всесоюзним переписом 17 грудня 1926 року, в селі значився 121 двір, з них 92 селянські, населення становило 508 осіб, з них 415 кримських татар, 73 росіян, 20 українців, 1 білорус, 4 естонці, 6 греків, 3 записані у графі «інші», діяли 2 російсько-татарські школи I ступеня (п'ятирічки)..
21 серпня 1945 року Бельбек перейменували на Фруктове Указом Президії Верховної Ради РРФСР.
7 вересня 2023 року село перейшло зі складу міста зі спеціальним статусом Севастополь до Бахчисарайського району Автономної Республіки Крим.